# Atletica leggera ai Giochi della VII Olimpiade - Lancio del martello con maniglia corta
La competizione del lancio del martello con maniglia corta di atletica leggera ai Giochi della VII Olimpiade si svolse i giorni 20 e 21 agosto 1920 allo Stadio Olimpico di Anversa.

## L'attrezzo
Assomiglia a quello irlandese (che è quello standard), con la differenza che la catena è cortissima. Ciò riduce il raggio di rotazione e consente di disputare gare di martello al coperto.

L'attrezzo è di una lunghezza complessiva di 0,46 m. Il peso totale è 25,4 kg.

## Risultati

### Turno eliminatorio
Tutti i 12 iscritti hanno diritto a tre lanci. Poi si stila una classifica. I primi sei disputano la finale (tre ulteriori lanci).
I sei finalisti si portano dietro i risultati della qualificazione.
La miglior prestazione appartiene a Patrick McDonald (USA), con 11,00 m.
| Pos. | Atleta           | Nazione     | Misura |
| ---- | ---------------- | ----------- | ------ |
| 1    | Pat McDonald     | Stati Uniti | 11,000 |
| 2    | Patrick Ryan     | Stati Uniti | 10,925 |
| 3    | Carl Johan Lind  | Svezia      | 10,255 |
| 4    | Archie McDiarmid | Canada      | 9,475  |
| 5    | Malcolm Svensson | Svezia      | 9,450  |
| 6    | Johan Pettersson | Finlandia   | 9,375  |
| 7    | Edward Roberts   | Stati Uniti | 9,360  |
| 8    | Elmer Niklander  | Finlandia   | 8,865  |
| 9    | Ville Pörhölä    | Finlandia   | 8,850  |
| 10   | James McEachern  | Stati Uniti | 8,840  |
| 11   | Nils Linde       | Svezia      | 8,635  |
| 12   | Robert Olsson    | Svezia      | 8,555  |

### Finale
McDonald si migliora ulteriormente, mentre Ryan (che parte da 10,92 m) non riesce a raggiungere gli 11 metri.
| Pos.    | Atleta           | Età | Nazione     | Misura |
| ------- | ---------------- | --- | ----------- | ------ |
| Oro     | Pat McDonald     | 42  | Stati Uniti | 11,265 |
| Argento | Patrick Ryan     | 39  | Stati Uniti | 10,965 |
| Bronzo  | Carl Johan Lind  | 37  | Svezia      | 10,255 |
| 4       | Archie McDiarmid | 39  | Canada      | 10,120 |
| 5       | Malcolm Svensson | 35  | Svezia      | 9,455  |
| 6       | Johan Pettersson | 36  | Finlandia   | 9,375  |